# Матоака (Вірджинія)
Матоака (англ. Matoaca) — переписна місцевість (CDP) в США, в окрузі Честерфілд штату Вірджинія. Населення — 2655 осіб (2020).

## Географія
Матоака розташована за координатами 37°13′56″ пн. ш. 77°28′3″ зх. д. / 37.23222° пн. ш. 77.46750° зх. д. (37.232320, -77.467494).  За даними Бюро перепису населення США в 2010 році переписна місцевість мала площу 7,03 км², з яких 6,66 км² — суходіл та 0,37 км² — водойми.

## Демографія
Згідно з переписом 2010 року, у переписній місцевості мешкали 2403 особи в 916 домогосподарствах у складі 656 родин. Густота населення становила 342 особи/км².  Було 991 помешкання (141/км²).
Расовий склад населення:
| - 59,6 % — білих - 37,3 % — чорних або афроамериканців - 0,4 % — азіатів - 0,1 % — вихідців з тихоокеанських островів - 0,1 % — корінних американців |

До двох чи більше рас належало 2,2 %. Частка іспаномовних становила 2,6 % від усіх жителів.
За віковим діапазоном населення розподілялося таким чином: 25,4 % — особи молодші 18 років, 61,8 % — особи у віці 18—64 років, 12,8 % — особи у віці 65 років та старші. Медіана віку мешканця становила 38,1 року. На 100 осіб жіночої статі у переписній місцевості припадало 88,6 чоловіків;  на 100 жінок у віці від 18 років та старших — 84,8 чоловіків також старших 18 років.
Середній дохід на одне домашнє господарство  становив 57 611 долар США (медіана — 55 299), а середній дохід на одну сім'ю — 61 096 доларів (медіана — 56 796). Медіана доходів становила 40 029 доларів для чоловіків та 27 303 долари для жінок. За межею бідності перебувало 10,3 % осіб, у тому числі 13,7 % дітей у віці до 18 років та 5,8 % осіб у віці 65 років та старших.
Цивільне працевлаштоване населення становило 1136 осіб. Основні галузі зайнятості: виробництво — 23,5 %, освіта, охорона здоров'я та соціальна допомога — 17,1 %, роздрібна торгівля — 13,7 %.